# Chronologia powstawania dzieł Williama Shakespeare’a

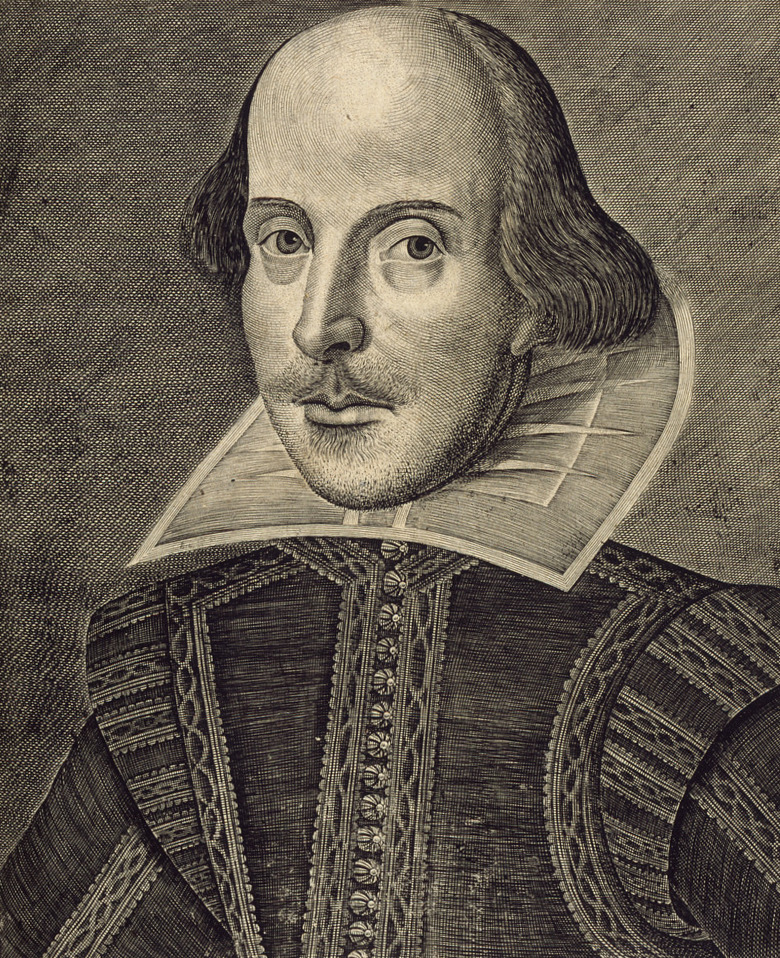
William Shakespeare

Chronologia powstawania dzieł Williama Shakespeare’a – nie jest możliwa do ustalenia ani pod względem ich wydania drukiem, ani pod względem inscenizacji. Jest tak dlatego, że nie istnieje weryfikowalne źródło, z którego można by skorzystać, a także dlatego, że wiele z nich zostało wystawionych na scenie na długo przed publikacją.
Pomijając wersje pirackie (np. Fałszywe Folio), większość jego dzieł pozostała nieopublikowana aż do roku 1623, czyli do wydania Pierwszego Folio. Współcześni pisarzowi nie wymieniają żadnego z jego utworów, które nie przetrwałyby do naszych czasów, z wyjątkiem Cardenio i Love’s Labour’s Won. Jednocześnie jego udział w powstawaniu wielu z nich jest przedmiotem ciągłej debaty.
(daty w nawiasach przedstawiają datę pierwszego wydania)
- 1590 (1598) Henryk VI, część 1
- 1590 (1594) Henryk VI, część 2
- 1590 (1595) Henryk VI, część 3
- 1592 (1602) Ryszard III
- 1592 (1623) Komedia omyłek
- 1593 (1594) Tytus Andronikus
- 1593 (1623) Poskromienie złośnicy
- 1594 (1623) Dwaj panowie z Werony
- 1594 (1598) Stracone zachody miłości
- 1594 (1597) Romeo i Julia
- 1595 (1597) Ryszard II
- 1595 (1600) Sen nocy letniej
- 1596 (1622) Król Jan
- 1596 (1600) Kupiec wenecki
- 1597 Henryk IV, część 1
- 1594–1597 (1603?) Love’s Labour’s Won
- 1598 (1600) Henryk IV, część 2
- 1599 (1600) Henryk V
- 1599 (1623) Juliusz Cezar
- 1599 (1600) Wiele hałasu o nic
- 1599 (1623) Jak wam się podoba
- 1597–1600 (1602) Wesołe kumoszki z Windsoru
- 1601 (1603) Hamlet
- 1602 (1623) Wieczór Trzech Króli
- 1602 (1609) Troilus i Kresyda
- 1603 (1623) Wszystko dobre, co się dobrze kończy
- 1603 (1622) Otello
- 1603–06 (1608) Król Lear
- 1603–06 (1623) Makbet
- 1603 (1623) Miarka za miarkę
- 1606 (1623) Antoniusz i Kleopatra
- 1607 (1623) Koriolan
- 1607 (1623) Tymon Ateńczyk
- 1608 (1609) Perykles, książę Tyru
- 1609 (1623) Cymbelin
- 1610 (1623) Opowieść zimowa
- 1611 (1623) Burza
- 1612 (1623) Henryk VIII
- 1612 (1728) Cardenio
- 1612 (1634) Dwóch szlachetnych krewnych

Poniższe sztuki były przypisywane Shakespeare'owi, jednak ich autorstwo jest trudne do ustalenia lub w rzeczywistości napisał je inny twórca:
- 1592–1595 (1844) Sir Thomas More
- 1600 (1600) Sir John Oldcastle
- 1604 (1605) The London Prodigal
- 1605 (1608) A Yorkshire Tragedy